# MTV Top 100
MTV Top 100 (bis zum 8. Dezember 2017 VIVA Top 100) war eine Sendung des deutschen Musiksenders MTV. Die Sendung wurde seit dem Jahr 1994 produziert und zuletzt von den VJs Jan Köppen, Uli Brase und Aminata Belli moderiert. Am 26. Oktober 2019 lief die letzte Ausgabe.
Die Ausstrahlung der Sendung fand samstags um 16:00 Uhr und sonntags um 17:15 Uhr im TV auf MTV statt. Zudem gab es eine gekürzte Version auf YouTube.

## Ablauf
In den MTV Top 100 werden ausgewählte Musikvideos aus den Top 100 der offiziellen deutschen Singlecharts gezeigt. Lange Zeit wurden zudem am Ende der Sendung die aktuellen Top 20 im Schnellrückblick in zwei Teilen – zuerst die Plätze 20 bis elf und später die Plätze zehn bis zwei – zusammengefasst. Darauf wird seit einiger Zeit allerdings verzichtet. Seitdem die Sendung seit dem 9. Oktober 2015 nicht mehr aufgezeichnet, sondern live gesendet wird, ist sie interaktiver gestaltet, beispielsweise werden Tweets von Usern live eingebunden und prominente Gäste ins Studio geladen, welche interviewt werden. In der Rubrik The Sound of Vodafone gibt es zusätzlich einen Live-Auftritt des Gastes oder einer Newcomer-Band. Seit dem 4. Mai 2019 ist die Serie im Hochkant-Format aufgenommen.

## Moderation
Zuerst wurden von 1994 bis 2004 die VIVA Top 100 von Mola Adebisi und bei Abwesenheit u. a. von Shirin Valentine oder von Phil Daub moderiert. Im Jahr 2003 begann dann auch Collien Ulmen-Fernandes, als damals neue VJane bei VIVA, die Top 100 zu moderieren. Von 2007 bis 2008 gehörte Liza Li ebenfalls zu den Moderatoren der Sendung. 2008 kam dann noch Jan Köppen hinzu, der die Sendung bis 2010 mit Fernandes und Nadine Vasta im Wechsel moderierte. Von 2011 bis 2015 gehörten auch Palina Rojinski und Romina Becks zu der Moderatorenriege der VIVA Top 100. Von Mai 2014 bis Ende 2016 war Sami Slimani, welcher zuvor hauptsächlich als YouTuber bekannt war, als neuer Moderator der Sendung zu sehen. Im September 2015 trat mit Melissa Lee eine weitere vorher hauptsächlich als YouTuberin tätige Moderatorin dem Team bei. Von Juli 2016 bis April 2018 moderierte auch T-Zon die VIVA Top 100. Seit September 2017 war Hanna Scholz Teil des Moderatorenteams. Mit der Umbenennung der Sendung im April 2018 verstärkte Uli Brase (MTV Buzz) das Moderationsteam.

## VIVA Top 100 in Polen
Von 2000 bis 2005 wurden die VIVA Top 100 auch in Polen ausgestrahlt. Es wurden die aktuellen Media-Control-Charts mit polnischen Untertiteln ausgestrahlt. Seit dem Wechsel von Hot Bird nach Astra in Polen wurde die Sendung abgesetzt. Von 2010 bis 2012 strahlte VIVA Top 100 Musikvideos zu einem bestimmten Thema aus.

## VIVA Top 20
Anfang 2009 stellte der Sender zunächst die VIVA Top 20 aus unbekannten Gründen ein. Damals wurde diese hauptsächlich von Johanna Klum und zeitweise bzw. vertretend von Liza Li moderiert.
Ab Januar 2011 lief die Sendung VIVA Top 20 erneut auf VIVA. Sie wurde dienstags von 20:15 Uhr bis 21:15 Uhr ausgestrahlt und zeigte ausschließlich die Top 20 der deutschen Singlecharts. Die Sendung war im Grunde eine Wiederholung der VIVA Top 100, allerdings nur bezogen auf die Top 20 der Singlecharts. Die Moderatoren waren dementsprechend jene, die schon die Top 100 in der jeweiligen Woche moderierten.
2012 wurde die Sendung erneut eingestellt.
Ab dem 8. September 2014 war die Sendung unter dem Namen VIVA Top 20 wieder im Programm, allerdings unmoderiert. Sie diente als Nachfolger der VIVA Top 40 und wurde bis September 2015 montags um 10:00 Uhr ausgestrahlt. Ab Oktober 2015 lief die Sendung dienstags um 10:00 Uhr. Von April 2016 bis Dezember 2018 lief sie dienstags und freitags um 12:00 Uhr.

## VIVA Top 100 Online
Zusätzlich zu den TV-Ausgaben erschien vom 20. Februar 2015 bis zum 2. Oktober 2015 jeden Freitag um 12:00 Uhr auf dem YouTube-Kanal des Senders eine knapp 6-minütige Online-Version der Sendung. Sie wurde vom selben VJ moderiert, welcher auch in der aktuellen regulären Ausgabe zu sehen war. In ihr wurden kurze Ausschnitte des Lieblingsvideos des jeweiligen VJs, einer Neuvorstellung, des höchsten Neueinsteigers und der Top 3 der Single-Charts gezeigt.

## Logos

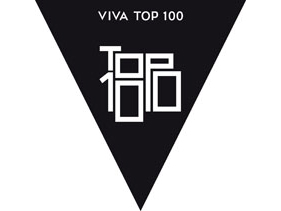
VIVA Top 100 Logo vom 1. Januar 2011 bis Juni 2015
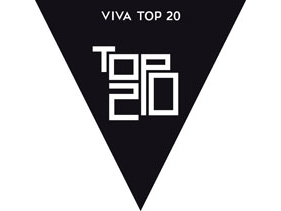
VIVA Top 20 Logo von 2011 bis 2012
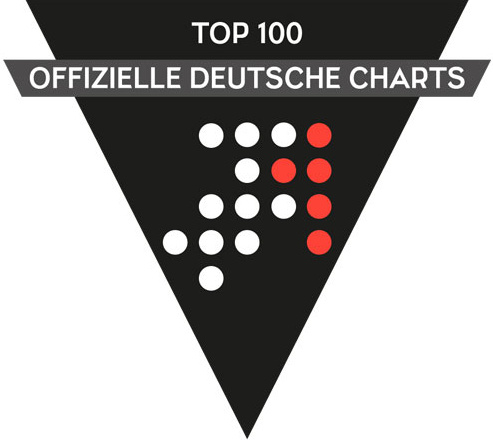
VIVA Top 100 Logo von Juni 2015 bis Oktober 2015
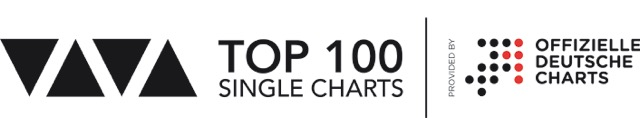
VIVA Top 100 Logo  von 16. Oktober 2015 bis 1. Dezember 2017